# Klosterneuburg
Klosterneuburg er en by i det nordøstlige Østrig, med et indbyggertal (pr. 2007) på cirka 25.000. Byen ligger i delstaten Niederösterreich, ved bredden af floden Donau.
Under Opstanden i Ungarn i 1956, flygtede mange til Østrig. Der var flere lejre ledet af Røde Kors. Flygtningelejren i Klosterneuburg blev ledet af danskeren Bent Høgsbro Østergaard.
- Wikimedia Commons har flere filer relateret til Klosterneuburg